# The Road to Escondido

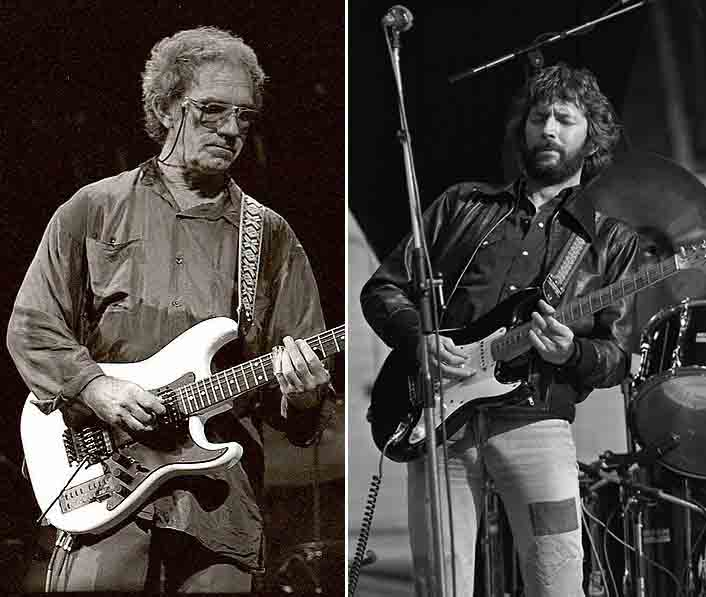
J.J. Cale och Eric Clapton.

The Road to Escondido är ett musikalbum av J.J. Cale och Eric Clapton, utgivet 2006.
Cale hade tidigare varit en viktig influens för Clapton, som på 1970-talet hade hits med Cales låtar "After Midnight" och "Cocaine". Samarbetet på The Road to Escondido inleddes med att Clapton bad Cale producera ett album åt honom, vilket utvecklades till ett duettalbum med de båda.
Musikerna på albumet kommer i stor utsträckning från Cales kompband, men det innehåller också gästspel från flera kända musiker, däribland Albert Lee, Derek Trucks, John Mayer och Billy Preston. För Preston var albumet bland hans sista inspelningar innan han dog och det är också tillägnat honom. Merparten av låtarna på albumet är skrivna av Cale, medan Clapton stod för produktionen tillsammans med Simon Climie, som även arbetat med Clapton på flera av hans album sedan 1990-talet.
Albumet nådde 23:e plats på Billboard 200 och vann en Grammy Award för bästa samtida bluesalbum.

## Låtlista
Samtliga låtar skrivna av J.J. Cale, om annat inte anges.
1. "Danger" - 5:34
2. "Heads in Georgia" - 4:12
3. "Missing Person" - 4:26
4. "When This War Is Over" - 3:49
5. "Sporting Life Blues" (Brownie McGhee) - 3:31
6. "Dead End Road" - 3:30
7. "It's Easy" - 4:19
8. "Hard to Thrill" (Eric Clapton/John Mayer) - 5:11
9. "Anyway the Wind Blows" - 3:56
10. "Three Little Girls" (Eric Clapton) - 2:44
11. "Don't Cry Sister" - 3:10
12. "Last Will and Testament" - 3:57
13. "Who Am I Telling You?" - 4:08
14. "Ride the River" - 4:35